# Arteria ascellare
L'arteria ascellare, pari e simmetrica, è la principale arteria del cavo ascellare; fornisce sangue a questo, alla parte superiore del torace, alla spalla ed alla scapola. Costituisce il prosieguo dell'arteria succlavia, a partire dal punto medio della clavicola.
I suoi rami collaterali sono l'arteria toracica superiore, l'arteria toracoacromiale, l'arteria toracica laterale, l'arteria sottoscapolare e le circonflesse posteriore ed anteriore dell'omero.
Diventa arteria brachiale al margine inferiore del tendine del muscolo grande pettorale
Possiede una lunghezza complessiva di 11 cm e un calibro variabile, che oscilla da 0,9 cm alla sua origine a 0,7 cm al suo termine.

## Direzione
In posizione anatomica l'arteria assume una direzione infero-laterale, descrivendo una curva concava in basso e medialmente.
Se il braccio forma un angolo di 90° con la linea mediana del corpo, l'arteria diventa anch'essa rettilinea.
Se il braccio è portato in abduzione estrema, formando un angolo maggiore di 90°, l'arteria assume una direzione curvilinea, con la concavità diretta verso l'alto.

## Decorso e rapporti
Origina tra clavicola e prima costa, come continuazione dell'arteria succlavia; passa dietro al muscolo piccolo pettorale, che la divide in tre tratti (prossimale, fino all'inizio del piccolo pettorale; intermedio, fino al muscolo sottoscapolare; distale).
Rapporta ampiamente con tronchi e rami del plesso brachiale In particolare è circondata nel tratto prossimale dai rami che dai tronchi principali superiore e medio del plesso brachiale formano il tronco secondario posteriore, mentre distalmente rapporta con i rami terminali del plesso.

## Rami collaterali
Ha sei diramazioni, nell'ordine: 
- arteria toracia suprema, discendente, origina dal tratto prossimale.
- arteria toracoacromiale, breve tronco che dà rami ascendenti e discendenti, origina dal tratto intermedio.
- arteria toracica laterale, discendente, origina dal tratto intermedio.
- arteria sottoscapolare, discendente, è il ramo di maggior calibro. Origina dal tratto intermedio
- arteria circonflessa posteriore dell'omero, discendente, origina dal tratto distale.
- arteria circonflessa anteriore dell'omero, ascendente, origina dal tratto distale.